# Кијов (Чешка)
Кијов (чеш. Kyjov) град је у Чешкој Републици, у оквиру историјске покрајине Моравске. Кијов је град у оквиру управне јединице Јужноморавски крај, где припадају округу Ходоњин.

## Географија
Кијов се налази у југоисточном делу Чешке републике. Град је удаљен од 260 км југоисточно од главног града Прага, а од првог већег града, Брна, 50 км југоисточно.
Град Кијов је смештен у области средишње Моравске. Надморска висина града је око 190 м, а околно подручје долинско. Град је смештен на речици Кијовцету, притоци веће Мораве.

## Историја
Подручје Кијова било је насељено још у доба праисторије. Насеље под данашњим називом први пут се у писаним документима спомиње 1126. године као трговиште, а насеље је 1548. године добило градска права.
Године 1919. Кијов је постао део новоосноване Чехословачке. У време комунизма град је нагло индустријализован. После осамостаљења Чешке дошло је до опадања активности тешке индустрије и до проблема са преструктурирањем привреде.

## Становништво
Кијов данас има око 12.000 становника и последњих година број становника у граду опада. Поред Чеха у граду живе и Словаци и Роми.

## Галерија
- Градска кућа Кијова
- Римокатоличка Богородичина црква у Кијову
- Градско читалиште
- Градска трговачка улица

## Партнерски градови
- Холабрун
- Иветот
- Луцк